# Lars-Göran Arwidson
Lars-Göran Arwidson (n. 4 aprilie 1946, Malung, Comitatul Dalarna, Suedia) este un biatlonist ce a reprezentat Suedia, medaliat olimpic. A participat la 3 ediții ale Jocurilor Olimpice (1968, 1972, 1976) în care a câștigat două medalii de bronz.